# Sbarramento Cima Gogna
Lo sbarramento Cima Gogna è uno sbarramento facente parte del XVI settore di copertura Cadore - Carnia del Vallo alpino, costruito presso la frazione Cima Gogna nel comune di Auronzo di Cadore, in provincia di Belluno.

## Storia
Questo sbarramento è posto presso la congiunzione di due strade, la strada statale 48 delle Dolomiti e la strada statale 52 Carnica. Tale sbarramento prevedeva una sistemazione di tipo "A" e composta da 15 opere difensive di tipo 15000, ovvero resistenti a grandi calibri. In totale erano previsti 23 fucili mitragliatori, 34 mitragliatrici, 5 pezzi anticarro 2 cannoni 75/27 Mod. 1906 e due cannoni da 65/17 Mod. 1908/1913.
L'azione principale affidata a tale sbarramento era quella di sbarrare le truppe nemiche che potevano discendere la val d'Ansiei. Per questo motivo, le opere erano sulla sponda destra dell'Ansiei, alla base della Croda Bassa (1421 m) e Col Vidal (1880 m) mentre su quella sinistra ai piedi del Col Contras (1002 m).
Per quanto concerne invece la copertura della SS 52 Carnica, questa era già in parte coperta dallo sbarramento Santo Stefano di Cadore a circa 7 chilometri di distanza ed inoltre poteva essere facile difendere tale vallata anche grazie alla topografia del terreno. Infatti il Piave in quel tratto scorre in un tratto di valle veramente stretto per circa 3 chilometri passando per le pendici del monte Piedo (1686 m), Col Contras (1002 m) sulla sponda destra, mentre su quella sinistra sulla base del monte Crissin (2503 m) e del monte Tudaio (2140 m). Data la topografia del terreno, qui erano sufficienti 3 opere per sbarrare questo stretto passaggio presso lo sbocco della valle Ciariè.
Per quanto concerne la difesa anticarro, era previsto uno sbarramento mediante spezzoni metallici e due interruzioni stradali per quanto riguarda le due strade statali. Più precisamente, per quanto riguarda la l'ex SS 52 presso il chilometro 80 e per quanto riguarda la SS 48 al chilometro 161 (ad oggi cambiata e quindi risulta al chilometro 80,5 della SS 52).
Nell'autunno del 1940 risultavano ultimate per quanto riguarda la struttura esterna e interna le opere in calcestruzzo 1, 10 e 11 e scavate in caverna 4, 7, 8 e 9. Altre 5 opere erano invece complete solo nello scavo che venivano completate entro l'anno in corso, le opere 2, 3, 5, 6 e 9bis. I 2 ricoveri per le truppe scavati in caverna previsti rispettivamente sul Col Contras (n. 12) e sulla Croda Bassa (n. 13) e l'opera 4bis erano solamente stati progettati sulla carta.
Per quanto riguarda l'illuminazione del terreno circostante l'intero sbarramento erano state previste 4 stazioni di cui 2 per il controllo della direttrice da Cima Gogna quindi una presso l'opera 10 e una seconda alla base N-O del Col Ciampon; le altre 2 invece erano previste per la seconda direttrice, la SS 48, una tra l'opera 4 bis e la 6, e l'altra alla base del Col Contras.
Al 1941 lo sbarramento risultava come nel 1940, a parte che le opere ultimate vennero allestite con arredamenti, serramenti e impianti di ventilazione. Ancora alla fine del 1941 le casematte che prevedevano cannoni anticarro non ne erano provviste ma furono lo stesso date in consegna ai militari.

## Tabella delle opere dello sbarramento
|             | Tipo | Fuc. MTR | MTR | Cann A.C. | 75/27   | Osserv.           | Note             |
| ----------- | ---- | -------- | --- | --------- | ------- | ----------------- | ---------------- |
| Opera 1     | CLS  | 2        | 3   | 1 47/32   | -       | 1 Piastra interna |                  |
| Opera 2     | CAV  | 2        | 3   | -         | -       | -                 |                  |
| Opera 3     | CAV  | 1        | 2   | -         | -       | -                 |                  |
| Opera 4     | CAV  | 2        | 3   | 1 47/32   |         | -                 |                  |
| Opera 4bis  | -    | -        | -   | -         | -       | -                 | solo progetto    |
| Opera 5     | CAV  | 2        | 3   | -         | -       | 1 in casamatta    |                  |
| Opera 6     | CAV  | 2        | 3   | -         | -       | 1 in casamatta    |                  |
| Opera 7     | CAV  | 2        | 4   | -         | -       | -                 |                  |
| Opera 8     | CAV  | 1        | 3   | -         | -       | -                 |                  |
| Opera 9     | CAV  | 2        | 4   | 1 47/32   | -       | 1 in casamatta    |                  |
| Opera 9bis  | CAV  | 1        | 1   | -         | 2 65/17 | 1 in casamatta    |                  |
| Opera 10    | CLS  | 1        | 2   | 1 47/32   | -       | 1 in casamatta    |                  |
| Opera 11    | CLS  | 2        | 3   | 1 47/32   | -       | 1 Torretta        | capo sbarramento |
| Ricovero 12 | CAV  | -        | -   | -         | -       | -                 | solo progetto    |
| Ricovero 13 | CAV  | -        | -   | -         | -       | -                 | solo progetto    |
| Totale      |      | 20       | 34  | 5         | 2       | 7                 |                  |

## Descrizione dello sbarramento

### Opera 9bis
- Come raggiungere l'opera

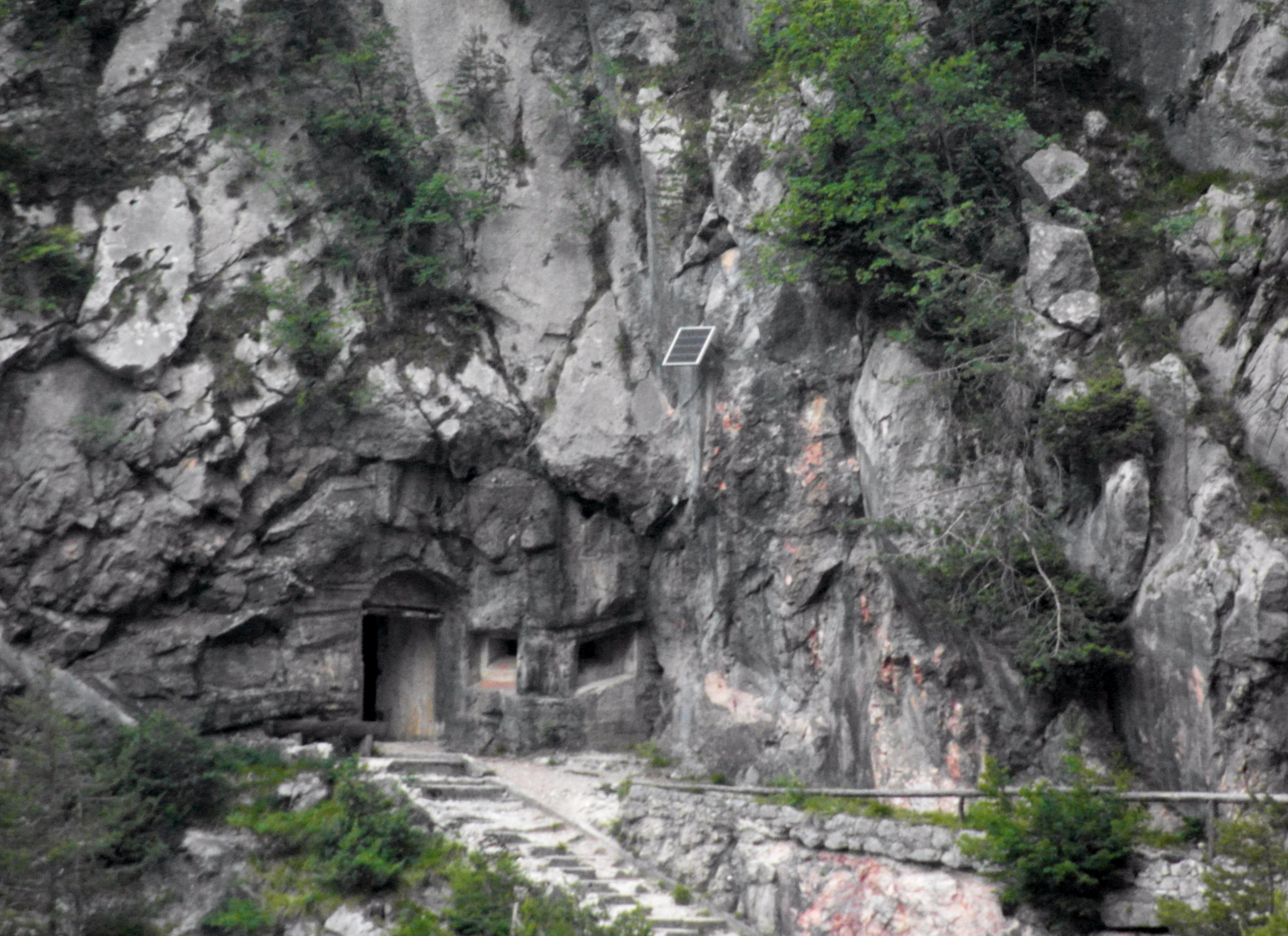
L'opera 9bis

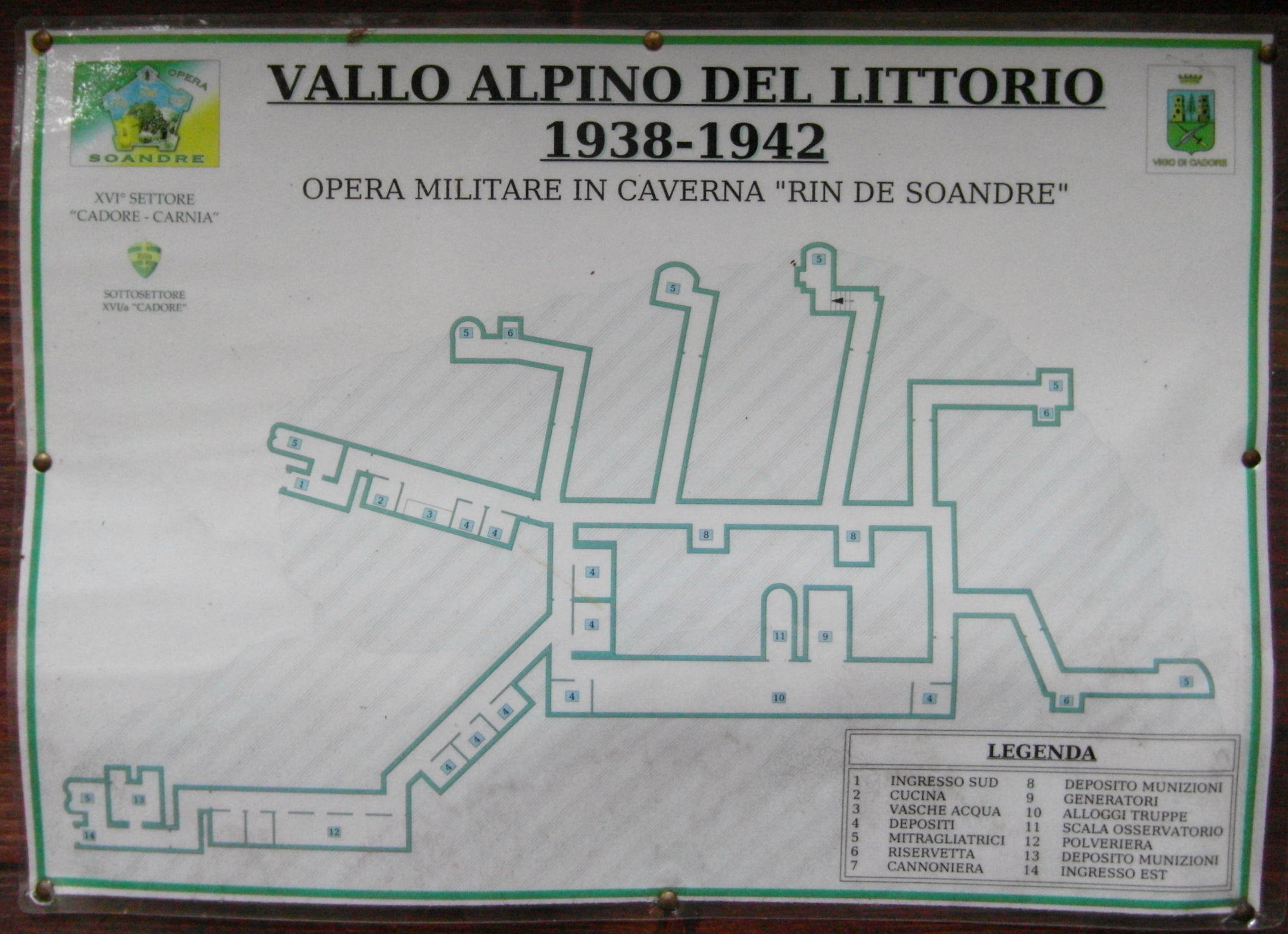
Piantina dell'opera 9bis

L'opera si trova presso la frazione Piniè di Vigo di Cadore, parcheggiando presso il locale Pino Solitario a circa 878 m, si procede a piedi verso nord est per 5 minuti, dopo aver passato la sbarra, sulla sinistra, oltre il rio Soandre si scorge l'entrata dell'opera, anche segnalata dalla presenza del tricolore.
- Caratteristiche

L'opera è scavata in cavera e presenta due ingressi. L'opera è disposta su diversi livelli, infatti viene anche denominata "400 scalini" o "opera alta". Al suo interno un lungo corridoio conduce verso le 2 cannoniere (dove un cannone è stato ripristinato) e all'osservatorio attivo. Altri lunghi corridoi collegano le postazioni alle camerate.
Recentemente l'opera è stata affidata ad un'associazione di volontari che hanno provveduto al suo restauro e organizzano eventuali visite. Al suo interno è stata posta una bicicletta in grado di fornire energia elettrica al bunker.
- Armamento previsto

4 mitragliatrici, 1 cannone anticarro 47/32
- Ingressi

L'opera ha 2 ingressi
- Dati relativi a giugno 2014
- Coordinate geografiche: 46°30′50.52″N 12°28′28.05″E